# واين هاسي
واين هاسي (بالإنجليزية: Wayne Hussey)‏ هو عازف قيثارة وكاتب أغاني وموسيقي ومغني بريطاني، ولد في 26 مايو 1958 في برستل في المملكة المتحدة.

## وصلات خارجية
- واين هاسي على موقع IMDb (الإنجليزية)
- واين هاسي على موقع ميوزك برينز (الإنجليزية)
- واين هاسي على موقع أول ميوزيك (الإنجليزية)
- واين هاسي على موقع ديسكوغز (الإنجليزية)